# Districtul Babor
Babor este un district din provincia Sétif, Algeria.